# Спивак, Эли (скрипач)
Эли Спивак (англ. Elie Spivak; 2 февраля 1902, Умань — 23 июля 1960, Торонто) — канадский скрипач и музыкальный педагог.

## Биография
Окончил Парижскую консерваторию (1915), ученик Анри Бертелье; в 1916 году занимался в Манчестере под руководством Адольфа Бродского. На рубеже 1910—1920-х гг. работал в Англии как ансамблист, в 1923 г. основал в Манчестере собственный струнный квартет. В 1925 г. перебрался в Северную Америку, в течение года работал в Нью-Йорке, после чего обосновался в Торонто.
Преподавал в Королевской консерватории в Торонто. В 1929 году по инициативе Эрнеста Макмиллана основал и возглавил струнный квартет, аффилированный с консерваторией. В 1931—1948 гг. концертмейстер Торонтского симфонического оркестра. В 1945 г. первым в Северной Америке исполнил концерт для скрипки с оркестром Арама Хачатуряна. В 1950 г. первым из канадских музыкантов предпринял продолжительные гастроли по Израилю.